# Феодосій Косой
Феодосій Косой — один з представників православного вільнодумства XVI століття, глава єретичної течії часів Івана Грозного. Монах Кирило-Білозерського монастиря, з біглих холопів. У боротьбі з церковними ієрархами спирався на селянство і міську бідноту. Критикував Святе Письмо, необхідність Церкви і церковного землеволодіння, православні молитви й таїнства, закликав не поклонятися іконам, мати «розум духовний».
В кінці 40-х pp. 16 ст. утік з Москви на Біле озеро, де постригся в ченці. У 1551 виступив як релігійний реформатор, пропагуючи т. з. нове вчення, в якому обстоював ідеї рівності всіх людей, закликав до ліквідації воєн та експлуатації. В 1554 у зв'язку зі справою Матвія Башкіна був ув'язнений в один з московських монастирів, звідки втік до ВКЛ, а потім у Річ Посполиту, де справив значний вплив на рух антитринітаріїв.